# نورثروپ اف-۱۵ ریپورتر
نورثروپ اف-۱۵ ریپورتر (به انگلیسی: Northrop F-15 Reporter) یک هواپیمای ساختِ کارخانهٔ نورثروپ در کشور ایالات متحده آمریکا است. نخستین استفاده‌کنندهٔ این هواپیما نیروی هوایی ایالات متحده آمریکا بوده‌است. این هواپیما برای نخستین بار در ۳ ژوئیه ۱۹۴۵ میلادی مورد استفاده قرار گرفت.